# ذا زومبي كينج (فلم)
ذا زومبي كينج (بالإنجليزية: The Zombie King) هو فيلم رعب كوميدي تم إنتاجه في المملكة المتحدة وصدر سنة 2013، من بطولة إدوارد فورلونغ وكوري فيلدمان.

## القصة
شخص يستخدم سحر الفودو لإعادة زوجته للحياة لكن تنقلب الأمور رأس على عقب.

## روابط خارجية
- مقالات تستعمل روابط فنية بلا صلة مع ويكي بيانات